# Carex boottiana
Carex boottiana är en halvgräsart som beskrevs av William Jackson Hooker och George Arnott Walker Arnott. Carex boottiana ingår i släktet starrar, och familjen halvgräs. Inga underarter finns listade i Catalogue of Life.